# Tam cúc

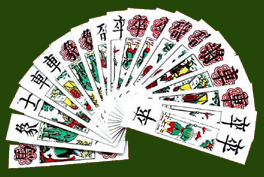
Cỗ bài Tam Cúc

Tam cúc (三菊) là tên một trò chơi bài lá dân gian phổ biến ở miền Bắc Việt Nam. Tam cúc là thú chơi của tầng lớp bình dân và được nhiều tầng lớp chơi vì luật chơi khá đơn giản. Tam cúc không chỉ được chơi khi giải trí, rỗi rãi mà trong các ngày lễ, Tết, nó cũng là trò chơi không thể thiếu. Người dân đồng bằng Bắc Bộ thường có tập quán chơi tam cúc trong lúc đợi nồi bánh chưng chín. Tuy nhiên, đối tượng chủ yếu chơi Tam Cúc vẫn là phụ nữ vì tam cúc có số bài ít, còn nam giới thì chơi Tổ tôm nhiều hơn.

## Quân bài

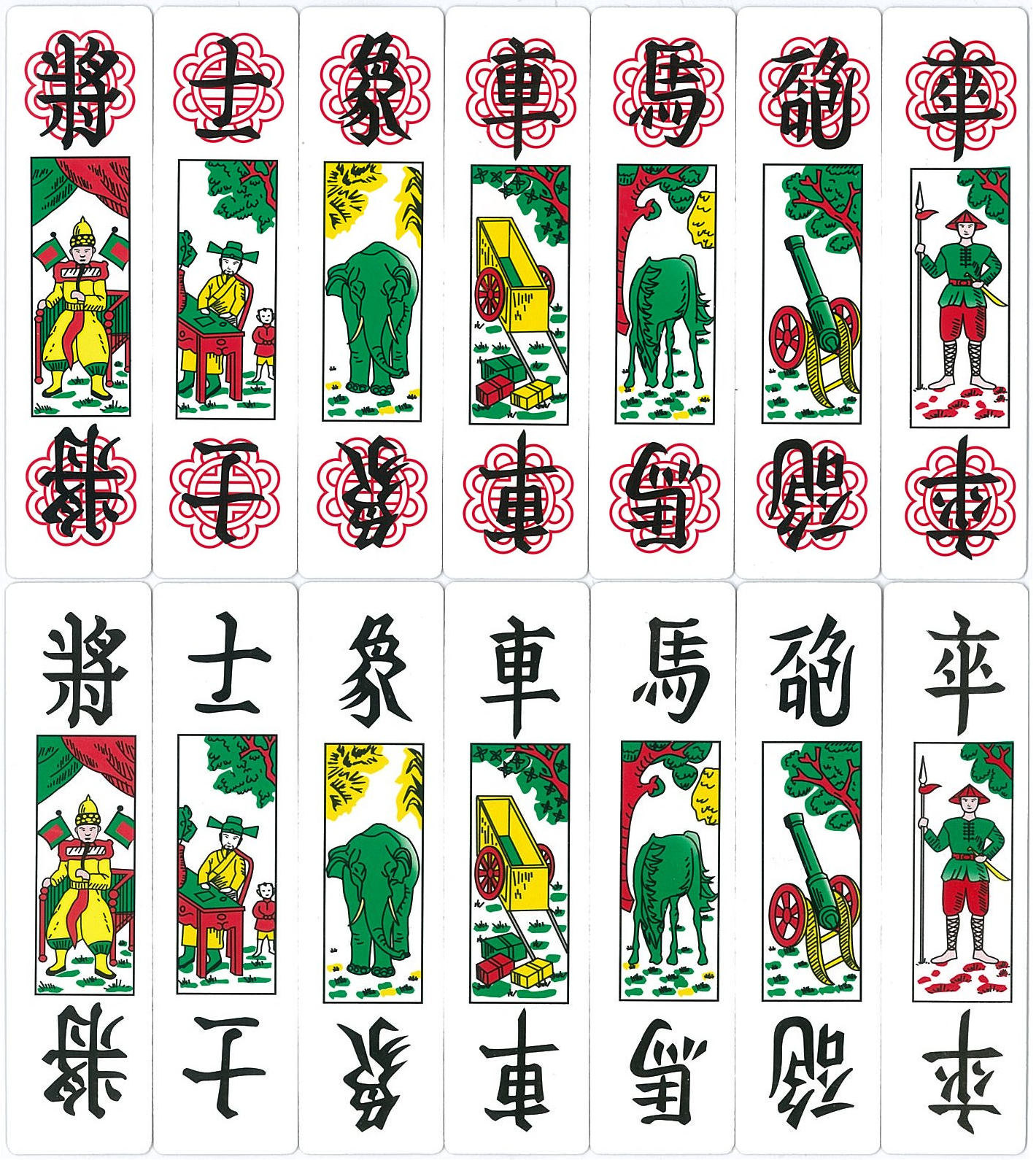
Tam cúc

Bộ bài Tam Cúc có 32 lá bài, tương tự trò chơi cờ tướng, gồm hai loại quân là quân đỏ và quân đen gồm 16 quân đỏ và 16 quân đen. Mỗi loại gồm các quân tướng (將 vẽ hình vị tướng ngồi ghế có cờ cắm sau lưng), sĩ (士 vẽ hình vị quan đội mũ cánh chuồn có một em bé đứng khoanh tay ở phía sau), tượng (象 có vẽ hình con voi), xe (車 có vẽ hình cỗ xe với ba khối màu đỏ, xanh, vàng), pháo (砲 có vẽ hình khẩu pháo), mã (馬 có vẽ hình con ngựa), tốt (卒 có vẽ hình người lính cầm giáo). Trong một bộ màu đỏ hoặc đen thì trừ tướng chỉ có 1 lá và tốt có 5 lá mỗi loại quân, các quân khác đều có 2 lá. Quân bài Tướng của quân đỏ được gọi là "tướng ông". Quân bài Tướng của loại quân đen được gọi là "tướng bà". Quân bài Sĩ của loại quân đỏ được gọi là Sĩ điều, quân bài Tượng của loại quân đỏ được gọi là Tượng/Tịnh hồng, quân bài Tượng của loại quân đen được gọi là Tượng/Tịnh thâm. Các quân khác đều gọi theo tên kèm màu sắc của loại quân. Chữ Hán trên quân bài giống các quân cờ phía đen trong cờ tướng.
Lá bài làm bằng bìa mỏng, hình chữ nhật dài và hẹp có nền màu trắng, ở trên có ghi các tên bài bằng chữ Hán màu đen (quân đỏ có dấu son màu đỏ) và có hình minh họa. Mặt sau thì giống hệt nhau cho cả 32 lá bài.

## Khái niệm
- Bài Tam Cúc được phân định lớn nhỏ như sau: Tướng > Sĩ > Tượng > Xe > Pháo > Mã > Tốt.
- Các quân bài cùng tên thì giá trị quân đỏ lớn hơn quân đen.

Như vậy:
- Quân bài lớn nhất trong bộ bài tam cúc là quân tướng ông (tướng đỏ).
- Quân bài nhỏ nhất trong bộ bài tam cúc là quân tốt đen.
- Quân tượng thâm (tượng đen) lớn hơn quân pháo đỏ.
- Các bộ quân kết hợp trong bài:
  - Bộ đôi: Hai quân bài cùng màu, cùng tên như đôi Sĩ điều, đôi Pháo đen... (giống trong bộ bài tây).
  - Bộ ba: Ba quân Tướng-Sĩ-Tượng, Xe-Pháo-Mã cùng màu (tương tự như Sảnh trong bộ bài tây). Nhưng Sĩ-Tượng-Xe, Tượng-Xe-Pháo, Pháo-Mã-Tốt hoặc Tốt-Tốt-Tốt thì không phải là một bộ ba.
  - Tứ tử (hay tứ quý): Bốn quân Tốt cùng màu (tương tự như bộ bài tây).
  - Ngũ tử (hay ngũ quý): Năm quân Tốt cùng màu.

## Cách chơi
Tam Cúc có thể được chơi 4 người, 3 người hoặc 2 người. Nhưng nếu chơi ba người thì phải bỏ đi một con Tốt đỏ và một con Tốt đen hoặc bỏ đi 5 quân: Tướng ông, tướng bà, 1 sĩ điều, 1 tốt đỏ và 1 tốt đen.
Ban đầu, một người sẽ trộn bài và một người bắt cái. Cái  sẽ được tính bằng cách đếm theo chiều tay phải của người bắt cái và đọc lần lượt từ Tướng->Sĩ->Tượng->Xe->Pháo->Mã->Tốt. Lá bài được bắt cái có tên là gì thì việc đếm sẽ dừng lại ở người tương ứng với tên bài đó. Nhà cái sẽ được ra bài đầu tiên và được chia bài đầu tiên. Khác với bài Tứ Sắc, các quân bài được chia hết cho tất cả mọi người tham dự chiếu bài.
Người có cái sẽ ra bài đầu tiên và gọi bài. "một cây", "đôi cây" hay "ba cây"... được gọi thì những người chơi còn lại sẽ tương ứng cho ra số cây bài của mình. Với ván bài có 2 người hoặc 4 người sẽ có khẩu quyết "cấm tướng, cấm sĩ lấy tượng cầm đầu" và ở lượt gọi bài đầu tiên, người chơi chỉ được phép ra cây bài lớn nhất là tượng hồng. Người chơi nào ra bất kể tướng hay sĩ đều phạm luật và không được quyền ăn. Với ván bài có 3 người chơi, khẩu quyết đổi thành "cấm sĩ, cấm tượng lấy xe cầm đầu" và xe hồng trở thành cây bài lớn nhất được phép ra ở lượt gọi đầu tiên. Riêng 2 quân tướng (tướng ông và tướng bà) không được đi về sau cùng. Tướng ông bắt tướng bà 5 phu nghĩa là người ra tướng ông trùng lặp người ra tướng bà thì bên ra tướng ông ngoài quân tướng ông đó được ăn còn được cộng thêm 5 phu bằng 5 lá từ bên ra tướng bà. Các cây bài được ra với mặt phải (mặt có ký hiệu quân) được giữ kín và úp xuống chiếu bài. Khi mọi người đã ra đầy đủ bài thì người gọi bài sẽ lật bài đầu tiên rồi theo thứ tự những người bên cạnh, ai có lá bài có giá trị lớn nhất thì người đó được bài và giành cái. Tuy nhiên, tất cả mọi người được phép chui bài bằng cách chịu thua và không lật bài lên để khỏi lộ bài. Các bài thu bị gọi là rác và bị bỏ đi.
Đặc biệt:
Vì trường hợp một người có Ngũ tử hoặc Tứ tử hiếm khi xảy ra nên nếu chơi 2 người hoặc 4 người thì "Tứ tử trình làng", hạ nhóm quân Tứ tử đó xuống chiếu và được ăn, nhưng không được làm cái. Nếu có Ngũ tử thì có quyền cướp cái và trình làng bất cứ lúc nào. Nếu chơi 3 người thì có Tứ tử cũng sẽ được trình làng bất kỳ lúc nào và cướp cái. (Chơi 3 người không có Ngũ tử vì thiếu hai con Tốt đỏ và Tốt đen). Tứ tử trình làng hay ngũ tử cướp cái không được tính là lượt gọi đầu tiên và luật cấm ở lần gọi đầu tiên vẫn giữ nguyên sau lượt này.
Đến vòng bài cuối cùng trước khi hết quân, người cầm cái gọi đôi Tốt đen (nhóm quân có giá trị thấp nhất trong bài), nếu thắng thì được gọi là kết đôi, nếu cuối bài mà gọi được 3 xe pháo mã đen hoặc xe pháo mã đỏ (nếu người này có xe pháo mã đen để kết mà người kia có xe pháo mã đỏ để ăn thi được gọi là đè) thì được gọi là kết ba.
Tuỳ từng nơi chơi, từng hội chơi mà giá trị kết đôi hay kết ba được tính thêm điểm vào lúc tổng kết cuối mỗi ván chơi. Ngoài ra, việc người có cái cố gắng kết đôi hay kết ba nhưng bị đè (người chơi khác có bộ lớn hơn) cũng tính thêm điểm cho người đè được kết đôi. Ví dụ kết đôi thêm 2, đè 4, kết ba thêm 3 đè 6, riêng kết tứ tử ăn thêm 8 đè 16, nhưng kết ăn thêm phải là đôi, ba, tứ tử đen. Việc "đi đêm" cũng có nhiều hội chơi sử dụng, đó là cách tráo đổi quân giữa những người chơi sao cho có lợi cho cả hai bên để được nhiều nhóm quân hơn. Khi "đi đêm", các quân bài được úp mặt phải xuống chiếu để đảm bảo tên các quân tráo đổi được giữ kín.
Người nào có số lượng lá bài thắng nhiều nhất thì người đó xếp thứ nhất và tiếp theo đến người thứ hai, thứ ba.

## Các từ ngữ có nguồn gốc xuất phát từ Tam Cúc
- Đi đêm.
- Tứ tử trình làng.
- Ngũ tử cướp cái

## Trong văn học
Nhà thơ Hoàng Cầm có bài thơ về Cây Tam Cúc nổi tiếng và sau này được nhạc sĩ Phạm Duy phổ nhạc:
...Tướng sĩ đỏ đen chui sấp ngửa
Ổ rơm thơm đọng tuổi đương thì...
...Em đi đêm tướng điều sĩ đỏ
Đổi xe hồng đưa Chị đến quê Em...
...Thả tịnh vàng cưới Chị võng mây trôi
Em đứng nhìn theo Em gọi đôi.
Nhà thơ Hồ Dzếnh có bài thơ về Cỗ bài tam cúc:
...Từ đó mỗi mùa đào nở
Pháo xe lại rộn cây bài
Có độ anh về, có độ
Vắng anh, em nhớ mong hoài... 
Nhà thơ Trần Đăng Khoa có bài thơ về Đánh tam cúc:
Đây là tướng ông
Chân đi hài đỏ
Đây là tướng bà
Tóc hiu hiu gió
Đây là con ngựa
Chân có bụi đường